# كيل بروك
كيل بروك (بالإنجليزية: Kell Brook)‏ مواليد 3 مايو 1986 في شفيلد، جنوب يوركشير، إنجلترا، هو ملاكم محترف بريطاني يصنف ضمن فئة الوزن المتوسط. حقق بطولة الاتحاد الدولي للملاكمة.

## إحصائيات
خاض خلال مسيرته 37 نزالا، فاز في 36 وخسر في 1. فاز بالضربة القاضية في 25 نزالا.

## روابط خارجية
- كيل بروك على موقع بوكس ريك (الإنجليزية) (registration required)